# Persone di nome Bojan
| Questa pagina contiene informazioni ricavate automaticamente dalle voci biografiche con l'ausilio del template Bio e di un bot. L'aggiornamento è periodico e automatico e ricostruisce completamente la pagina. Se manca una persona in questa lista, sei pregato di non aggiungerla, ma accertati piuttosto che la sua voce biografica contenga il template Bio e che i dati anagrafici siano correttamente compilati. Se il template Bio manca, inseriscilo tu stesso o, in alternativa, metti l'avviso {{tmp\|Bio}} che ne segnala la mancanza. Se i dati riportati sono sbagliati, correggi direttamente la voce biografica; le modifiche saranno visibili in questa lista entro pochi giorni. Per chiarimenti vedi il progetto antroponimi. La lista contiene solo le 65 persone che sono citate nell'enciclopedia e per le quali è stato implementato correttamente il template Bio. Pagina aggiornata al 16 ott 2024. |

Questa è una lista di persone presenti nell'enciclopedia che hanno il prenome Bojan, suddivise per attività principale.

## Allenatori di calcio(4)
- Bojan Hodak, allenatore di calcio e ex calciatore croato (Zagabria, n. 1971)
- Bojan Ostojić, allenatore di calcio e ex calciatore serbo (Sevojno, n. 1984)
- Bojan Prašnikar, allenatore di calcio e ex calciatore sloveno (Šmartno ob Paki, n. 1953)
- Bojan Zajić, allenatore di calcio e ex calciatore serbo (Kruševac, n. 1980)

## Allenatori di pallavolo(1)
- Bojan Janić, allenatore di pallavolo e ex pallavolista serbo (Leskovac, n. 1982)

## Arbitri di calcio(1)
- Bojan Pandžić, ex arbitro di calcio svedese (n. 1982)

## Attori(2)
- Bojan Danovski, attore e regista bulgaro (Ruse, n. 1899 - Sofia, † 1976)
- Bojan Navojec, attore croato (Bjelovar, n. 1976)

## Calciatori(36)
- Bojan Aleksić, calciatore serbo (Gornji Milanovac, n. 1991)
- Bojan Bojić, calciatore serbo (n. 2000)
- Bojan Čečarić, calciatore serbo (Nova Pazova, n. 1993)
- Bojan Dimoski, calciatore macedone (Prilep, n. 2001)
- Bojan Đorđić, ex calciatore svedese (Belgrado, n. 1982)
- Bojan Dubajić, ex calciatore serbo (Novi Sad, n. 1990)
- Bojan Golubović, ex calciatore serbo (Konjic, n. 1983)
- Bojan Isailović, ex calciatore serbo (Belgrado, n. 1980)
- Bojan Jokić, ex calciatore sloveno (Kranj, n. 1986)
- Bojan Jorgačević, ex calciatore serbo (Belgrado, n. 1982)
- Bojan Kaljević, ex calciatore montenegrino (Nikšić, n. 1986)
- Bojan Knežević, calciatore croato (Bjelovar, n. 1997)
- Bojan Kovačević, calciatore serbo (Novi Sad, n. 1996)
- Bojan Kovačević, calciatore serbo (Užice, n. 2004)
- Bojan Krkić, ex calciatore spagnolo (Linyola, n. 1990)
- Bojan Krkić, ex calciatore jugoslavo (Paraćin, n. 1965)
- Bojan Letić, calciatore bosniaco (Brčko, n. 1992)
- Bojan Mališić, ex calciatore serbo (Kragujevac, n. 1985)
- Bojan Markoski, ex calciatore macedone (Skopje, n. 1983)
- Bojan Marković, ex calciatore bosniaco (Zenica, n. 1985)
- Bojan Matić, calciatore serbo (Zrenjanin, n. 1991)
- Bojan Mihajlović, calciatore bosniaco (Foča, n. 1988)
- Bojan Miovski, calciatore macedone (Štip, n. 1999)
- Bojan Najdenov, calciatore macedone (Skopje, n. 1991)
- Bojan Nastić, calciatore bosniaco (Vlasenica, n. 1994)
- Bojan Neziri, ex calciatore serbo (Šabac, n. 1982)
- Bojan Pavlović, calciatore serbo (Loznica, n. 1986)
- Bojan Puzigaća, ex calciatore bosniaco (Drvar, n. 1985)
- Bojan Radulović, calciatore spagnolo (Lleida, n. 1999)
- Bojan Roganović, calciatore montenegrino (n. 2000)
- Bojan Sanković, calciatore montenegrino (Knin, n. 1993)
- Bojan Šaranov, calciatore serbo (Vršac, n. 1987)
- Bojan Vručina, calciatore croato (Varaždin, n. 1984)
- Bojan Zogović, calciatore montenegrino (Mojkovac, n. 1989)
- Bojan Đukić, calciatore sloveno (San Pietro-Vertoiba, n. 1986)
- Bojan Ǵorgievski, calciatore macedone (Skopje, n. 1992)

## Cestisti(13)
- Bojan Bakić, ex cestista e allenatore di pallacanestro montenegrino (Titograd, n. 1983)
- Bojan Bogdanović, cestista croato (Mostar, n. 1989)
- Bojan Dubljević, cestista montenegrino (Nikšić, n. 1991)
- Bojan Krivec, ex cestista sloveno (Novo Mesto, n. 1987)
- Bojan Krstevski, cestista macedone (Skopje, n. 1989)
- Bojan Krstović, ex cestista serbo (Goraždevac, n. 1980)
- Bojan Popović, ex cestista serbo (Belgrado, n. 1983)
- Bojan Radetić, ex cestista serbo (Banja Luka, n. 1988)
- Bojan Radulović, ex cestista sloveno (Subotica, n. 1992)
- Bojan Šarčević, cestista bosniaco (Sarajevo, n. 1988)
- Bojan Subotić, cestista serbo (Teodo, n. 1990)
- Bojan Tomašević, cestista montenegrino (Nikšić, n. 2001)
- Bojan Trajkovski, cestista macedone (Makedonska Kamenica, n. 1986)

## Direttori della fotografia(1)
- Bojan Bazelli, direttore della fotografia montenegrino (Herceg Novi, n. 1957)

## Dirigenti sportivi(1)
- Bojan Pavićević, dirigente sportivo e ex giocatore di calcio a 5 serbo (Belgrado, n. 1975)

## Lottatori(1)
- Bojan Radev, ex lottatore bulgaro (Morshino, n. 1942)

## Musicisti(1)
- Bojan Cvjetićanin, musicista e attore sloveno (Lubiana, n. 1999)

## Pallavolisti(2)
- Bojan Jordanov, pallavolista bulgaro (Sofia, n. 1983)
- Bojan Strugar, pallavolista montenegrino (Podgorica, n. 1995)

## Scacchisti(1)
- Bojan Kurajica, scacchista bosniaco (Lubiana, n. 1947)

## Sciatori alpini(1)
- Bojan Križaj, ex sciatore alpino sloveno (Kranj, n. 1957)